# Тулл Гостілій
Ту́лл Гості́лій (лат. Tullus Hostilius; 710 до н. е. — 642 до н. е.) — третій цар стародавнього Риму (673 — 642 до н. е.). Царював з 673 по 642 роки до н. е. Він був наступником Нуми Помпілія. Тулл Гостілій відомий як войовничий цар, він вів численні війни з сабінами, а також із сусідніми Риму містами Фіденами та Вейями. Під час правління Тулла Рим переміг і підкорив Альбу-Лонгу; згодом римляни знищили місто, а його жителів переселили до Рима. За царювання Тулла Гостілія кількість римських громадян збільшилася вдвічі.

## Біографія

### Ранні роки
Інформація про життя і правління Тулла Гостілія здебільшого легендарна. Основним її джерелом є перша книга «Історії від заснування міста» Тита Лівія, римського історика I століття до н. е. Іншим важливим наративним джерелом є «Римські стародавності» Діонісія Галікарнаського, котрий також жив у I столітті до н. е. Також інформацію про Тулла черпають із археологічних та епіграфічних (написи на твердих поверхнях) джерел.
За наявною інформацією, Тулл Гостілій народився близько 710 року до н. е. Він був онуком Гостія Гостілія — міфічного давньоримського персонажа, котрий служив солдатом у Ромула і загинув під час битви з сабінами після славнозвісного викрадення римлянами сабінянок. До обрання царем Тулл Гостілій займався сільським господарством. Він вважається легендарним родоначальником роду Луцерів.
Після смерті другого римського царя Нуми Помпілія приблизно в 673 році до н. е. сенат обрав новим правителем Тулла Гостілія.

### Правління
На відміну від свого попередника Нуми Помпілія, котрий вважався мирним царем і уникав війн, Тулл був войовничим керівником держави.
Однією з реформ нового царя була реорганізація армії, що підвищило ефективність війська. Першою війною Тулла був похід на Альба-Лонгу — місто неподалік (близько 20 кілометрів) від Рима, яке за легендою було засноване Енеєм. Згідно з Титом Лівієм, цар Альба-Лонги Гай Клуілій вторгся на римську територію і розбив там табір. Однак незабаром він помер, тому жителі Альба-Лонги вибрали диктатором Меттія Фуфетія.
Туллу Гостілію вдалося оминути табір Фуфетія і вторгнутися на територію Альба-Лонги. Однак не бажаючи війни і боячись нападу етруських міст Вейі і Фіден, Фуфетій запропонував Туллу провести ритуальний бій між трьома римлянами і трьома альбанцями. У знаменитому бою Гораціїв і Куріаціїв перемогли римські Горації. Альба-Лонга програла війну і була змушена визнати верховенство Риму. Тулл дозволив війську Фуфетія повернутися до Альба-Лонги, але наказав бути напоготові на випадок війни з Фіденами та Вейями. Через рік ця війна почалася. Як і вимагалося від Фуфетія, він прибув із своєю армією на поле битви, але так і не взяв участь у ній, залишивши римлян наодинці з етрусками. Утім, римська армія на чолі з Туллом Гостілієм все одно перемогла в цій війні.

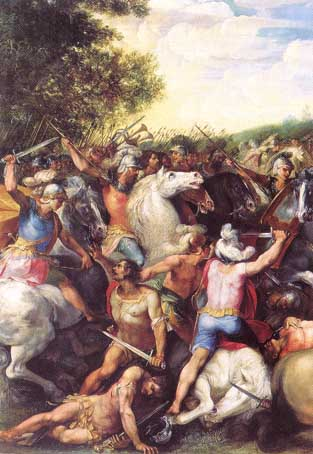
перемога Тулла Гостілія над армією Вейї і Фіден

Меттій Фуфетій був страчений за зраду за наказом Тулла Гостілія. Римляни зруйнували Альбу-Лонгу повністю, залишивши незнищенними тільки храми. Все населення міста було переселено до Рима, внаслідок чого кількість римських громадян подвоїлася. Деякі знатні альбанські родини отримали статус патриціїв. До цих родин належали зокрема Юлії, Сервілії, Куріації, Квінкції, Клелії, Геганії та Метілії.
Кількість членів Сенату була збільшена на 100 осіб для того, щоб включити туди ці знатні альбанські родини. . Туллу Гостілію приписується побудова Курії Гостілія — будівлі на Римському форумі, де збирався сенат. Вона простояла близько шести століть — у 52 році до н. е. згоріла дотла. Для потреб новоприбулого населення Тулл Гостілій розширив територію міста, включивши до неї Целійський пагорб.
Також Тулл Гостілій воював з сабінянами. Формальним приводом до війни стали нанесені римським купцям у сабінянській столиці Феронії образи. Римляни перемогли в цьому протистоянні, однак особливо позитивних для них наслідків це не принесло.

### Смерть
Згідно з традицією, Тулл Гостілій в погоні за воєнними досягненнями перестав дотримуватися релігійних обрядів — і це накликало численні біди на Рим. Намагаючись виправити це, Гостілій почав приносити дари Юпітеру, але бог помітив недостатнє благоговіння царя і в покарання за це вдарив його та його будинок блискавкою, перетворивши їх на попіл.
На честь Тулла Гостілія названо астероїд головного поясу 15869 Туллій, відкритий 8 серпня 1996 року.